# Železniško postajališče Podplat
Železniško postajališče Podplat je eno izmed železniških postajališč v Sloveniji, ki oskrbuje bližnje naselje Podplat.